# Валдсхут-Тинген
Валдсхут-Тинген (њем. Waldshut-Tiengen) град је у њемачкој савезној држави Баден-Виртемберг. Једно је од 32 општинска средишта округа Валдсхут. Према процјени из 2010. у граду је живјело 22.729 становника. Посједује регионалну шифру (AGS) 8337126.

## Географски и демографски подаци
Валдсхут-Тинген се налази у савезној држави Баден-Виртемберг у округу Валдсхут. Град се налази на надморској висини од 341 метра. Површина општине износи 78,0 km². У самом граду је, према процјени из 2010. године, живјело 22.729 становника. Просјечна густина становништва износи 291 становника/km².

## Међународна сарадња
| Мјесто | Држава               | Врста сарадње | Од    |
| ------ | -------------------- | ------------- | ----- |
| Клотен | Швајцарска           | контакт       | 2000. |
|        | Швајцарска           | контакт       | 2000. |
|        | Швајцарска           | контакт       | 2000. |
| Луис   | Уједињено Краљевство | партнерство   | 1974. |
| Блоа   | Француска            | партнерство   | 1973. |
| Извор  |                      |               |       |